# Порядок точки относительно кривой

Эта кривая делает два оборота вокруг точки p

В математике индекс точки или порядок точки относительно замкнутой кривой на плоскости — это целое число, представляющее число полных оборотов, которое делает кривая вокруг заданной точки против часовой стрелки. Иногда говорят о порядке кривой относительно точки. Индекс зависит от ориентации кривой и принимает отрицательное значение, если обход кривой происходит по часовой стрелке.
Индексы точек относительно кривых являются фундаментальными объектами изучения в алгебраической топологии, а также играют важную роль в векторном анализе, комплексном анализе, геометрической топологии, дифференциальной геометрии и физике, включая теорию струн.

## Интуитивное описание

Объект, проходящий вдоль красной кривой совершает два оборота против часовой стрелки вокруг наблюдателя, находящегося внутри.

Пусть задана замкнутая ориентированная кривая в плоскости xy. Мы можем представить кривую как путь движения некоего объекта, и ориентация кривой указывает направление движения объекта. Тогда индекс точки относительно кривой равен числу полных оборотов против часовой стрелки, которые объект делает относительно точки наблюдения.
При подсчёте числа оборотов движение против часовой стрелки учитывается как положительное, в то время как движение по часовой стрелки считается отрицательным. Например, если объект обходит точку наблюдения четыре раза против часовой стрелки, а затем один раз по часовой стрелке, общий индекс будет равен трём.
По этой схеме кривая, которая не обходит вокруг точки наблюдения вообще, имеет индекс 0, а кривая, пройденная по часовой стрелке, даст отрицательное значение. Таким образом, индекс точки может быть любым целым числом. Следующий рисунок показывает кривые с индексами между −2 и 3:
| {\displaystyle \cdots } |    |    |   |                         |
|                         | −2 | −1 | 0 |                         |
|                         |    |    |   | {\displaystyle \cdots } |
|                         | 1  | 2  | 3 |                         |

## Формальное определение
Кривую на плоскости xy можно задать параметрическими уравнениями:
{\displaystyle x=x(t)\quad {\text{and}}\quad y=y(t)\qquad {\text{for }}0\leq t\leq 1.}
Если понимать параметр t как время, эти уравнения определяют движение объекта на плоскости между t = 0 и t = 1. Путь этого движения — кривая в случае, если функции x(t) и y(t) непрерывны. Эта кривая замкнута, если позиция объекта та же самая в моменты t = 0 и t = 1.
Мы можем определить индекс точки относительно такой кривой с помощью полярной системы координат. Если предположить, что кривая не проходит через точку наблюдения, мы можем переписать параметрические уравнения:
{\displaystyle r=r(t)} и {\displaystyle \theta =\theta (t)} для {\displaystyle 0\leq t\leq 1.}
Функции r(t) и θ(t) должны быть непрерывными с r > 0. Поскольку начальная и конечная точка совпадают, θ(0) и θ(1) должны отличаться на величину, кратную 2π. Эта величина и является индексом точки:
индекс точки {\displaystyle ={\frac {\theta (1)-\theta (0)}{2\pi }}.}
Данное определение даёт индекс начала координат плоскости xy. Путём преобразования системы координат можно расширить это определение на любую точку наблюдения.

## Другие определения
Индекс точки часто определяется различными способами в различных областях математики. Все определения ниже эквивалентны приведённому выше:

### Дифференциальная геометрия
В дифференциальной геометрии параметрические уравнения обычно предполагаются дифференцируемыми (гладкими) (или, по крайней мере, кусочно дифференцируемыми). В этом случае полярная координата θ связана с декартовыми координатами x и y уравнением:
{\displaystyle d\theta ={\frac {1}{r^{2}}}\left(x\,dy-y\,dx\right)} где {\displaystyle r^{2}=x^{2}+y^{2}.}
По теореме Ньютона-Лейбница суммарное изменение θ равно интегралу dθ. Таким образом, индекс точки относительно гладкой кривой выражается через криволинейный интеграл:
индекс точки {\displaystyle ={\frac {1}{2\pi }}\oint _{C}\,{\frac {x}{r^{2}}}\,dy-{\frac {y}{r^{2}}}\,dx.}

### Комплексный анализ
В комплексном анализе индекс точки относительно замкнутой кривой C на комплексной плоскости можно выразить в терминах комплексных координат z = x + iy. В частности, если мы запишем z = reiθ, то
{\displaystyle dz=e^{i\theta }dr+ire^{i\theta }d\theta }
а потому
{\displaystyle {\frac {dz}{z}}\;=\;{\frac {dr}{r}}+i\,d\theta \;=\;d[\ln r]+i\,d\theta .}
Интегральный вклад ln(r) равен нулю, так что интеграл dz ⁄ z равен i, умноженному на суммарное изменение θ. Таким образом,
индекс точки {\displaystyle ={\frac {1}{2\pi i}}\oint _{C}{\frac {dz}{z}}.}
Обобщая, индекс любого комплексного числа a задаётся формулой
{\displaystyle {\frac {1}{2\pi i}}\oint _{C}{\frac {dz}{z-a}}.}
Это является специальным случаем известной интегральной формулы Коши. Индексы точек играют очень важную роль в комплексном анализе (смотрите утверждение основной теоремы о вычетах).

### Топология
В топологии индекс точки является альтернативным понятием для степени отображения. В физике индексы точек часто называют топологическими зарядами. В обоих случаях используется та же самая концепция.
Приведённый выше пример кривой, закручивающейся вокруг точки, имеет простую топологическую интерпретацию. Дополнением точки на плоскости является гомотопическим эквивалентом окружности, так что отображения окружности в себя — это всё что следует рассматривать. Можно показать, что любое такое отображение можно непрерывно деформировать в одно из стандартных отображений {\displaystyle S^{1}\to S^{1}:s\mapsto s^{n}}, где произведение на окружности определено путём отождествления окружности с единичной комплексной окружностью. Множество классов гомотопии отображения окружности в топологическое пространство образует группу, которая называется первой гомотопической группой или фундаментальной группой пространства. Фундаментальная группа окружности — это группа целых чисел Z. Индекс точки относительно комплексной кривой — это просто класс гомотопий.
Отображение трёхмерной сферы в себя также классифицируется целым числом, которое называют индексом точки или, иногда, числом Понтрягина.

### Многоугольники

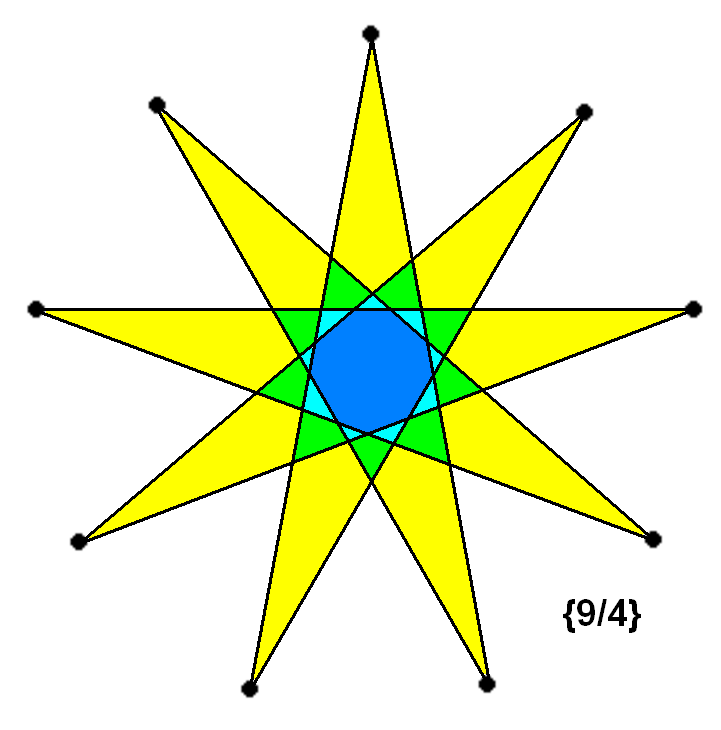
Границы правильного девятиугольника {9/4} обходят центр 4 раза, так что он имеет 4

В многоугольниках индекс точки выступает в виде плотности многоугольника. Для выпуклых многоугольников, а также для простых многоугольников (самонепересекающихся), плотность равна 1 по теореме Жордана. В то время как правильный звёздчатый многоугольник {p/q} имеет плотность q.

## Число вращения
Можно рассмотреть число оборотов касательной к пути.
Число оборотов определяется только для гладких (дифференцируемых) кривых, у которых в любой точке существует касательная.
Это число называется числом вращения и его можно вычислить как угол поворота, деленный на 2π.

## Индекс точки относительно кривой и уравнения ферромагнетизма Гейзенберга
Индекс точки тесно связан с (2 + 1)-мерными непрерывными уравнениями ферромагнетизма Гейзенберга и их интегрируемых расширений — Уравнение Ишимори и др. Решения этих уравнений классифицируются индексами точек или топологическим зарядом (топологическим инвариантом).